# Nobuyasu Ikeda
Nobuyasu Ikeda (Saitama, 18 mei 1970) is een voormalig Japans voetballer.

## Carrière
Nobuyasu Ikeda speelde tussen 1993 en 2002 voor Urawa Red Diamonds, Kawasaki Frontale en Mito HollyHock.